# 蒲原沢土石流災害

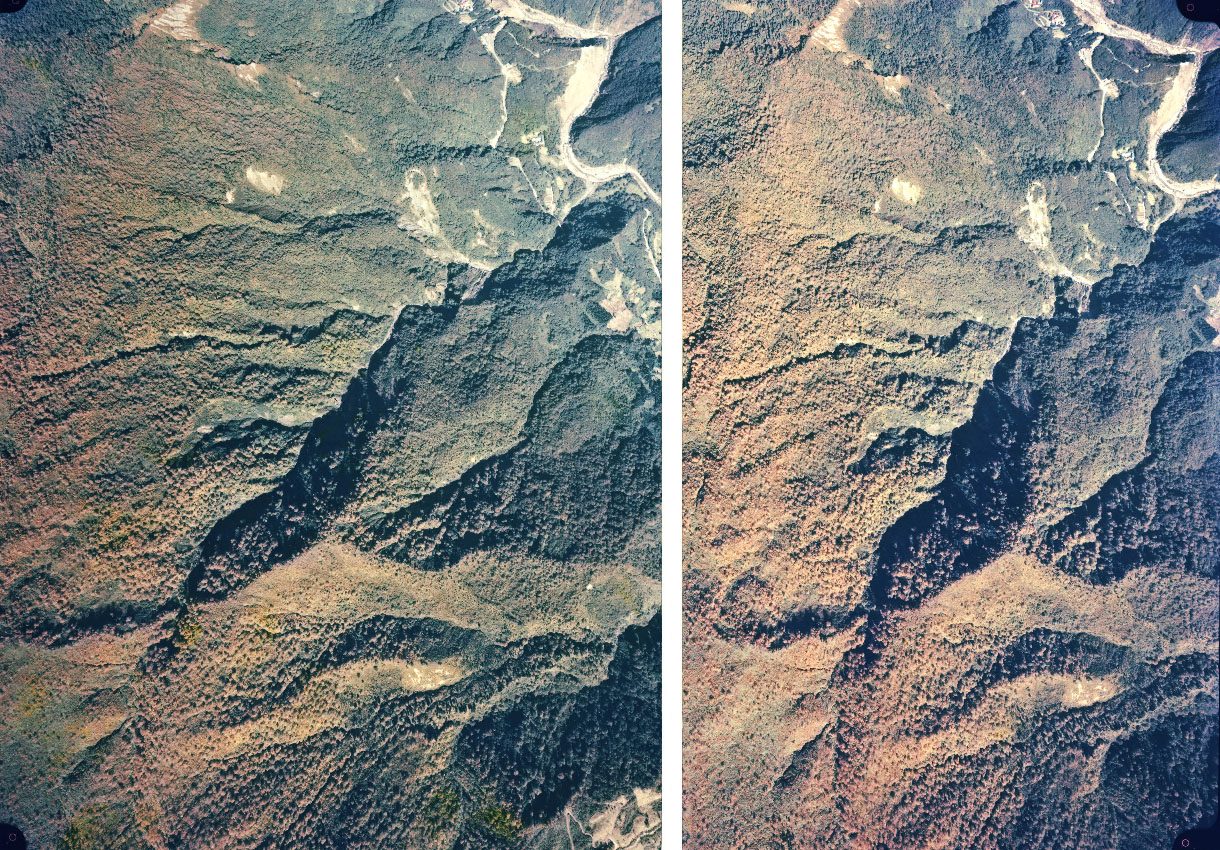
1976年（昭和51年）に撮影された。ステレオグラム（交差法）。蒲原沢。画像中央より右上方向へ下る。右上は旧国道148号と姫川本流。

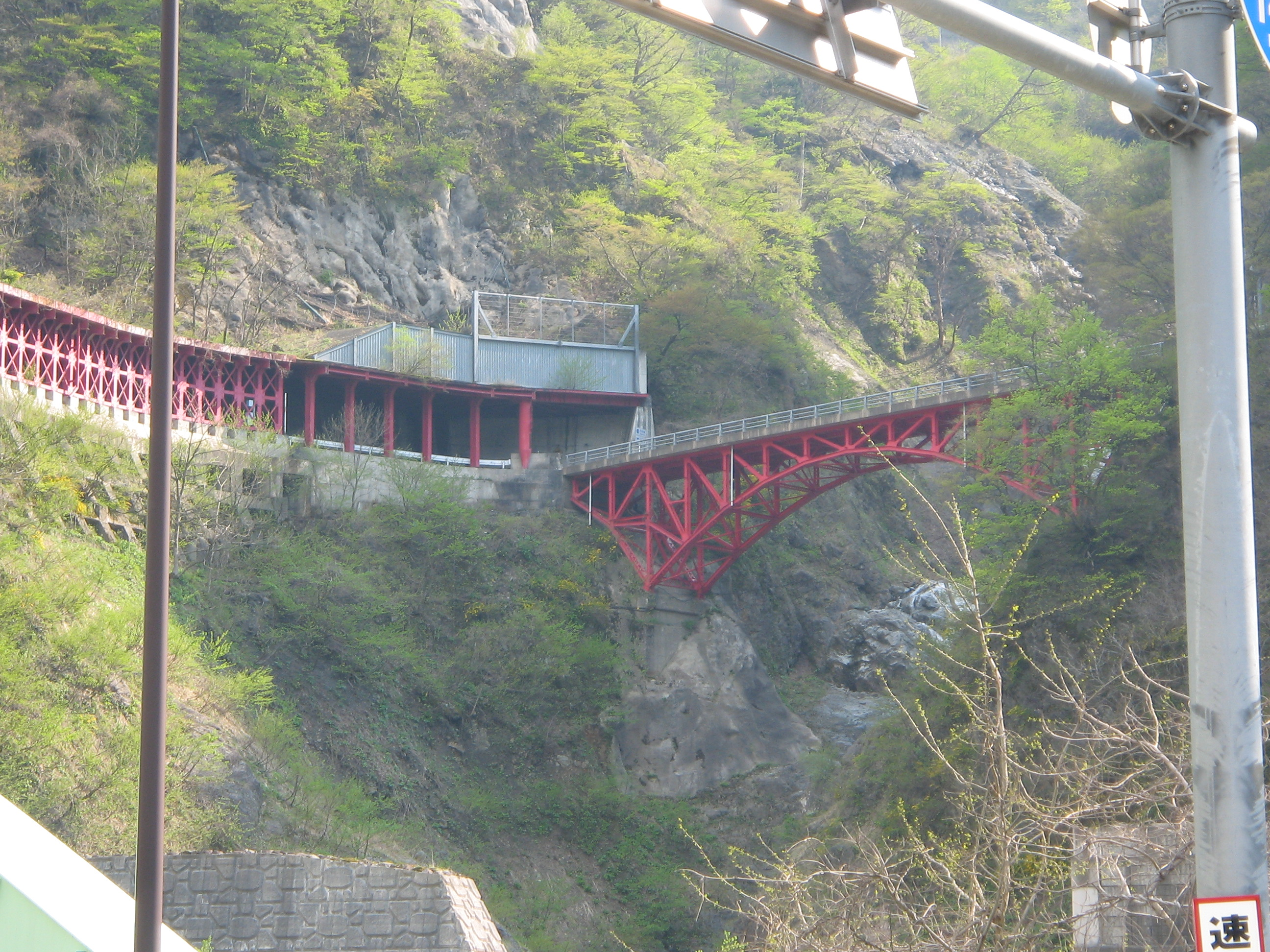
国道より上流に位置する旧道の国界橋

蒲原沢土石流災害（がまはらざわどせきりゅうさいがい）は、新潟県と長野県境に位置する小谷村蒲原沢で1996年に発生した土石流災害である。前年に起きた豪雨災害の復旧工事に従事していた作業員14名が死亡したこの災害はその後、土石流発生が予見できたかどうかについて遺族と国の間で争われた。

## 7.11水害
前年の1995年夏、後に7.11水害と呼ばれる集中豪雨災害が発生した。特に姫川水系上流部の被害が激しく、氾濫により姫川に沿って通っていた道路や線路上を流れる濁流がスノーシェッドを転覆させ、多くの箇所で道路や線路の法面が崩壊した。交通手段を失った新潟県糸魚川市平岩地区では500人以上がヘリコプターで救出される事態となった。
蒲原沢でも上流から流れ落ちる濁流により河道がえぐられ、前年に完成したばかりの国道148号国界橋（ラーメン橋）が流失した。林野庁と建設省および長野県は、荒廃した蒲原沢に対して、治山工事、砂防工事、そして流失した国道橋梁を新たに架け直す工事を行うこととした。

## 土石流災害の発生
1996年12月6日の午前10時40分ごろ、蒲原沢の上流、標高 1,350m付近の右岸（長野県側）と600m付近の2箇所に、既にあった崩壊地の上部山腹で崩壊が発生し土石流となって流下した。不安定な渓床堆積物と渓岸を侵食した約39,000m3の土砂が、高さ3m、推定流下速度27m/秒の勢いで、2基の谷止工、2基の砂防ダムを乗り越え、31,000m3の土砂が沢の下流域にあった作業現場を襲った。当日は68名が沢の各所で作業を行っていたが、流路で作業中だった作業員が流され、14名が死亡し9名が負傷した。なお、この土石流による振動は防災科学技術研究所の地震観測点（小谷中小谷 NGNH55）で観測され、流下継続は3分間でM=0.05 相当のエネルギーであった。
※当日の作業状況。上流より記載。
| 工事概要     | 発注者 | 当日の作業者 | 死者 | 負傷者 |
| ------------ | ------ | ------------ | ---- | ------ |
| 谷止め工     | 林野庁 | 11           | 3    | 2      |
| 砂防ダム工   | 建設省 | 20           | 7    | 4      |
| 流路工       | 建設省 | 10           | 0    | 0      |
| 仮国道設置工 | 長野県 | 5            | 1    | 0      |
| 床固め工     | 建設省 | 22           | 3    | 3      |

### 捜索と工事再開
自衛隊の災害派遣や緊急消防援助隊として東京消防庁のハイパーレスキューや名古屋市消防局の救助部隊なども出動して,1,600人規模の捜索体制が敷かれた。流出した大量の土砂や2次災害の危険性に捜索は難航したが、12月14日までに13人の遺体を収容。その後捜索を一旦中断したが、翌1997年春に捜索を再開し同年5月16日に最後の行方不明者の遺体を発見した。
工事の再開には、リモコン操作の重機を扱うなど作業員をなるべく沢に立ち入らせない無人化施工が取り組まれた。退避の基準雨量を引き下げたほか、2箇所の監視小屋を設け、視界が悪い場合は作業を中止するようにし、上流部に土石流を検知するワイヤーセンサーを設置、大規模な避難訓練を行った上で、1997年8月22日に工事を再開した。

### 原因
数日前の12月1日から2日にかけて寒波が到来した。気温が下がって雪模様となり、降水量は32mm、積雪は35cmを記録した。前日の12月5日は天気がふたたび下り坂となり24時間で49mmの降水量を観測したが、当日の降水量は 0 であった。低気圧の通過で気温がおよそ10℃上昇したことにより積雪は18cmから6cmに低下した。これらの状況により、前年の7.11水害で崩壊した斜面に降雪と融雪により発生した多量の融水がしみ込み「拡大崩壊（崩壊箇所の周辺が崩れる現象）」に繋がったと考えられている。また、渓床の平均傾斜は約18゜と急峻で、1350mの崩壊箇所は勾配が変化する箇所でかつ地質境界があり崩壊が発生しやすい部分であった。
融雪量を加味した24時間換算の推定雨量 109mm/日は、360mm/日だった前年の7.11水害時と比較すると大きい値とはいえない。工事関係者には冬季間の河川工事は水量が少なく作業がやりやすいという認識があり、実際、統計上も冬季間の土石流災害の件数は少なかった。

## 賠償訴訟
犠牲となった3人の作業員の遺族が、1999年11月に総額約1億2千万円を求めて長野地方裁判所に提訴したが控訴、続く二審の東京高等裁判所は、2008年8月20日「当時、土石流の発生の可能性はあったが、抽象的可能性であって、具体的な予見可能性はなかった」として一審同様に原告の訴えを退けた。

## 慰霊碑等
1997年（平成9年）11月21日に蒲原沢左岸（新潟県側）及び国道148号新国界橋姫川側橋詰に慰霊碑が建設された。また、小谷村の常法寺に追悼のため安魂地蔵尊塔及び十四地蔵尊、常願観音が建立された。